# Wincrange
Wincrange är en kommun och en by i norra Luxemburg. Den ligger i kantonen Clervaux och distriktet Diekirch, i den nordvästra delen av landet, 50 kilometer norr om huvudstaden Luxemburg. Antalet invånare är 3 504. Arean är 113 kvadratkilometer. Wincrange gränsar till Bastogne, Houffalize och Gouvy.
Terrängen i Wincrange är platt åt nordväst, men åt sydost är den kuperad.

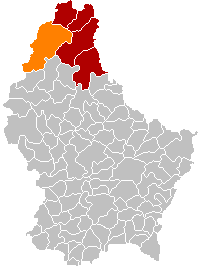
Wincrange markerad med orange i karta över Luxemburg

Omgivningarna runt Wincrange är en mosaik av jordbruksmark och naturlig växtlighet. Runt Wincrange är det ganska glesbefolkat, med 31 invånare per kvadratkilometer.